# Piscine Bernat Picornell
Le piscine Bernat Picornell (in catalano: piscines Bernat Picornell; in spagnolo: piscinas Bernat Picornell) sono un impianto dedicato agli sport acquatici e situato a Barcellona, all'interno del parco olimpico di Montjuïc.

## Storia
L'impianto è stato costruito nel 1969 (progettato dagli architetti municipali Antoni Lozoya, Pere Ricart e Aleix Agullé) per ospitare i Campionati europei di nuoto 1970 e intitolato a Bernat Picornell i Richet, fondatore del Club Natació Barcelona. Nel 1990 sono iniziati dei lavori di ristrutturazione finalizzati ai Giochi olimpici del 1992, su progetto di Franc Fernández e Moisés Gallego, terminati nel 1991: il nuovo impianto è stato riaperto il ufficialmente il 15 luglio 1991 e inaugurato con la Coppa del mondo di pallanuoto.
Eventi ospitati
- Campionati europei di nuoto 1970 (nuoto, pallanuoto e tuffi)
- Coppa del mondo di pallanuoto 1991
- Giochi della XXV Olimpiade 1992 (nuoto, nuoto sincronizzato, pallanuoto e pentathlon moderno -nuoto-)
- Campionati mondiali di nuoto 2003 (nuoto sincronizzato)
- Campionati mondiali di nuoto 2013 (pallanuoto)
- Final Six di LEN Champions League 2014
- Campionato europeo di pallanuoto 2018
- Campionati nazionali spagnoli:

Nuoto: 1969, 1971, 1987, 1991, 1997, 2004, 2007, 2010, 2014.
Nuoto sincronizzato: 1971, 1994, 2003, 2008, 2011.
Tuffi: 1969, 1971, 1979, 1983, 1987, 1989.

## Struttura
La piscina principale, riservata alle competizioni, è una vasca olimpionica di 50 m × 25 m, con una profondità che varia tra i 2,25 m e i 3 m; la capienza è di 4500 spettatori, ma in occasione dei Giochi olimpici del 1992 era stata portata a 10000 con delle strutture temporanee. Sul lato est è situata una seconda piscina olimpionica coperta, utilizzata come vasca di riscaldamento. Sono presenti due edifici, uno di tipo amministrativo e uno riservato ai servizi dotato di spogliatoi, palestra e bar.